# 北広島町立豊平西小学校
北広島町立豊平西小学校（きたひろしまちょうりつ とよひらにししょうがっこう）は、広島県山県郡北広島町にある公立小学校。少子化に伴い、2013年3月に閉校した。

## 沿革
- 1964年4月 - 都谷、都志見、琴谷、長笹小学校の統合校として豊平町立豊平西小学校が開校 （都谷小学校の校舎を使用）
- 1971年4月 - 酒森小学校を統合
- 1980年12月 - 新校舎竣工
- 2005年2月 - 4町（豊平町・大朝町・芸北町・千代田町）の合併に伴い、北広島町立豊平西小学校へ改称
- 2013年3月 - 閉校

## 通学区域
- 都志見原、大筒、下組、中組、寺組、後谷、前の谷、移木、空組、琴谷中、琴谷下、庄原上、庄原下、堤、中郷、本郷上、本郷下、田の原、細河内、牛尾原、?原、小林、水根、吉木水根、籾祖東、籾祖西、大道、西郷、本郷、東郷、上郷、鶉木上、鶉木下、平の森、塩明[1]

## 卒業後の進路
- 北広島町立豊平中学校

## アクセス
- バス停「カンナ原」下車